# Rathaus (Breslau)

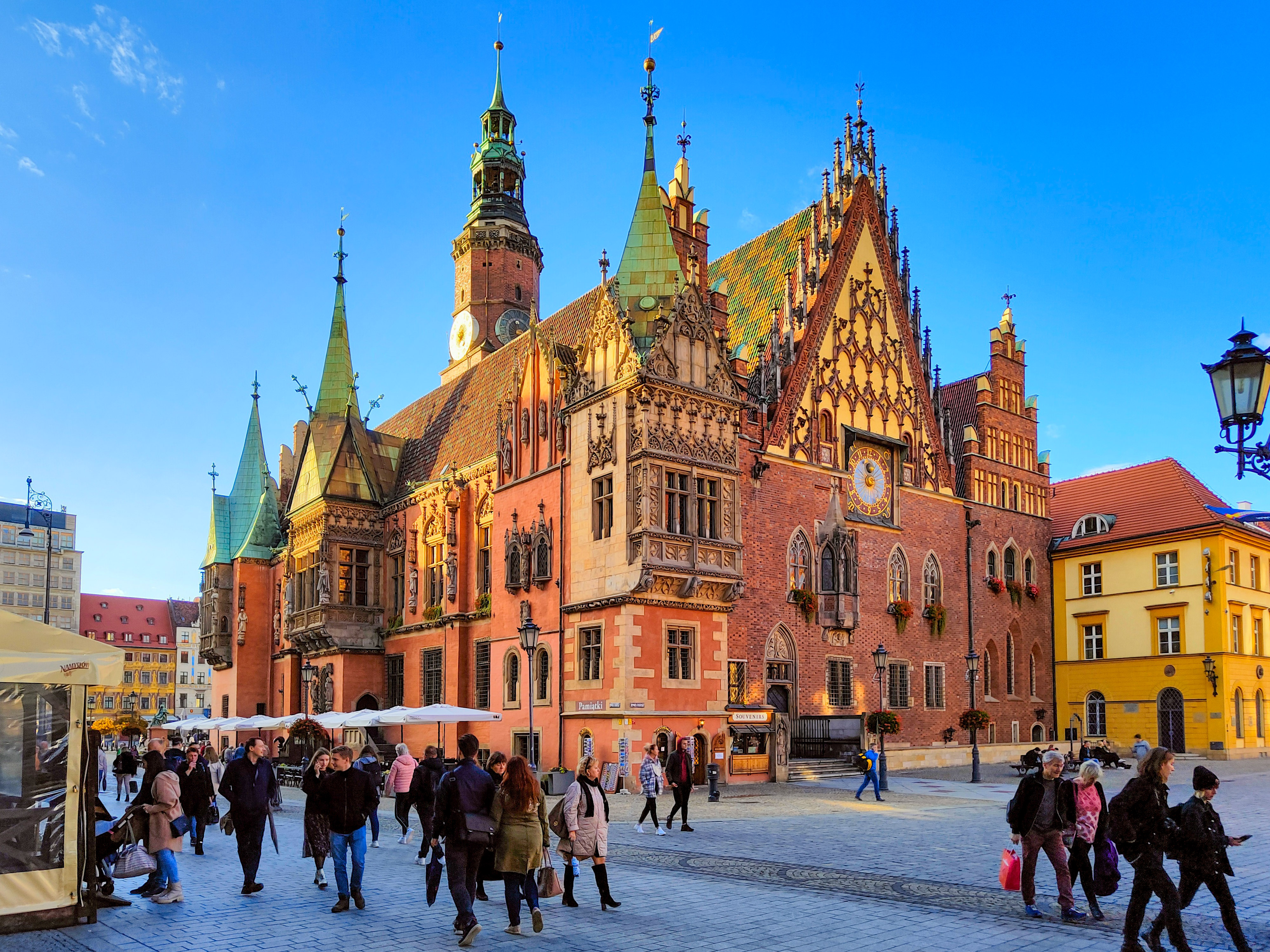
Breslauer Rathaus

Das Breslauer Rathaus (auch Altes Rathaus; polnisch Stary Ratusz we Wrocławiu „Breslauer Altes Rathaus“) ist das Wahrzeichen der Stadt Breslau. Es steht an der südöstlichen Ecke des Großen Rings.

## Geschichte

### Entstehung des Rathauses

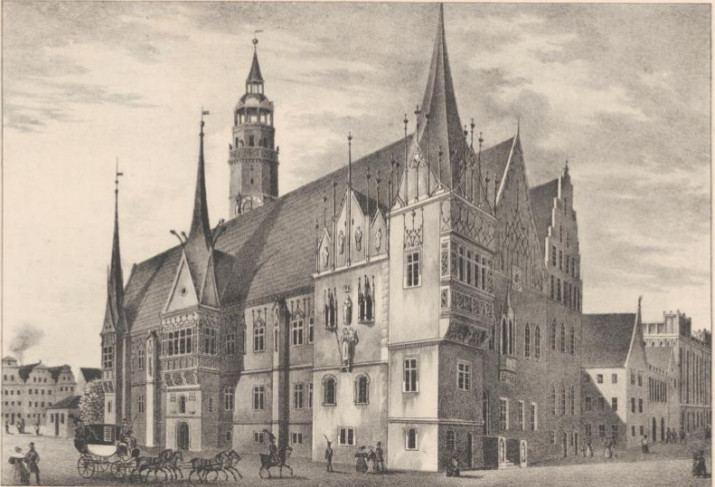
Lithographie des Rathauses von Heinrich Wilhelm Teichgräber aus dem Jahr 1839

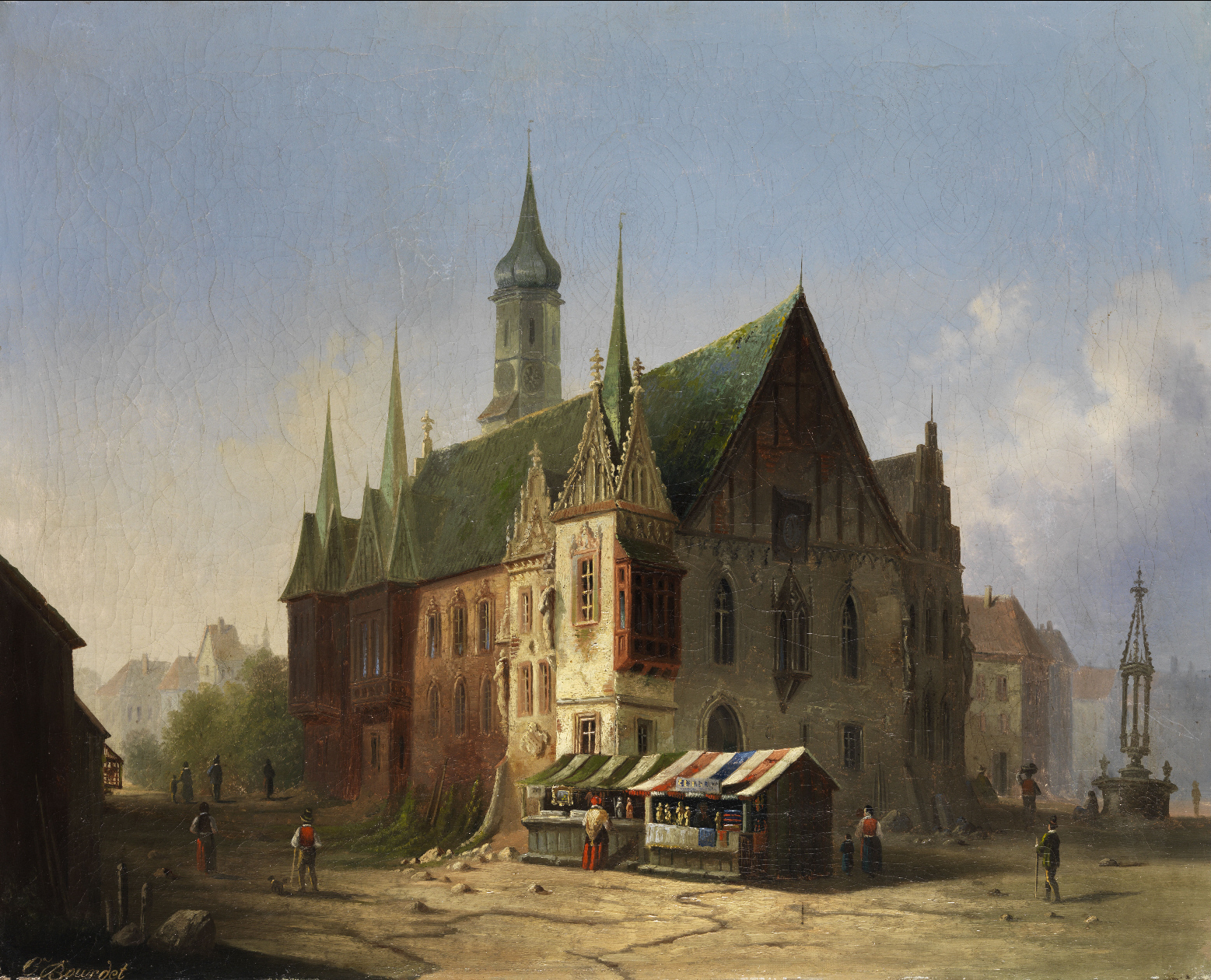
Historisierende Darstellung des Rathauses im Zustand vor 1800,
Gemälde von Carl Bourdet um 1900

Die erste urkundliche Erwähnung des Rathauses stammt aus einer Mietrechnung für das Gebäude aus dem Jahr 1299. Dieser erste Bau hieß in der historischen Quelle Consistorium (lat. Aufstellungsort) und bestand aus einem Erdgeschoss, einem Keller und einer Halle mit einem Dach sowie einem nebenstehenden Westturm. Diese Räumlichkeiten bilden somit den ältesten Abschnitt des Rathauses. Zu dieser Zeit diente das Gebäude jedoch nicht als Verwaltungssitz, sondern vorwiegend dem Handel.
Bis in das 16. Jahrhundert hinein erfolgten mehrere bauliche Erweiterungen und Umbauten, die den Bedürfnissen der jeweiligen Zeit entsprachen. Beispielsweise wurde das Bauwerk zwischen 1328 und 1333 erweitert; es erhielt ein zweites Geschoss, worin sich die Räumlichkeiten für den Stadtrat befanden. Ein Gerichtssaal wurde zwischen 1343 und 1357 im Erdgeschoss hinzugebaut. Weiterhin wurde der Westturm aufgestockt und erweitert. Dadurch etablierte sich das Gebäude als wichtige Instanz im Gerichts- und Verwaltungswesen der Stadt.
Der größte Umbau des Gebäudes erfolgte zwischen 1470 und 1480, das Gebäude wurde um fast das Doppelte vergrößert und erhielt eine im spätgotischen Stil gestaltete Fassade. Weiterhin wurden reichverzierte Fußböden verlegt, neue Erker angebaut und der Nord- und Westtrakt mit neuen verzierten Giebeln ausgestattet. 1510 wurde der Große Saal im Inneren neu verputzt und mit dekorativen Malereien geschmückt. Des Weiteren wurde eine neue größere Schatzkammer gebaut. Im 17. und 18. Jahrhundert wurden am Gebäude selbst kaum noch Veränderungen vorgenommen.

### Seit dem 19. Jahrhundert

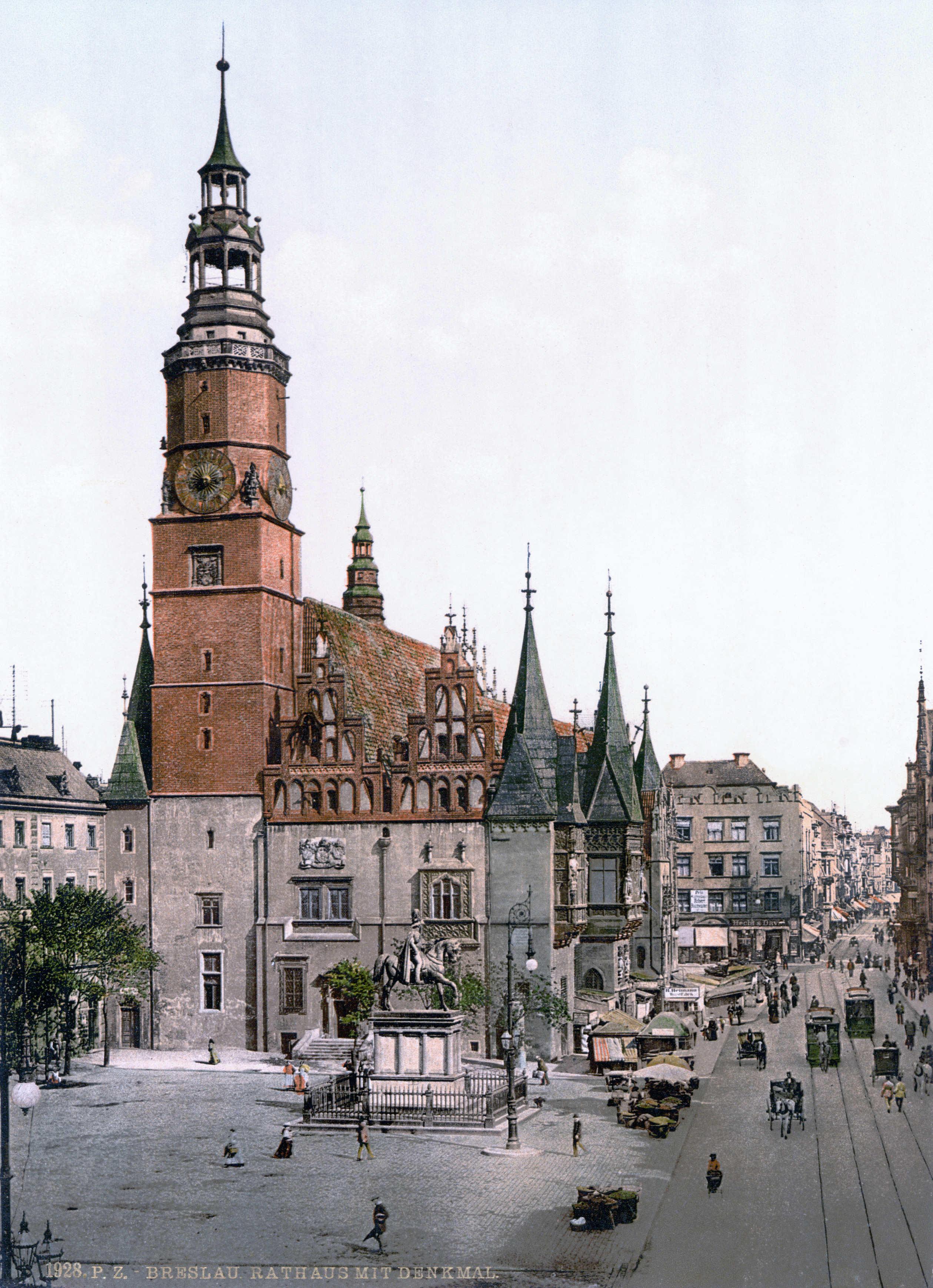
Rückseite mit dem Rathausturm um 1900

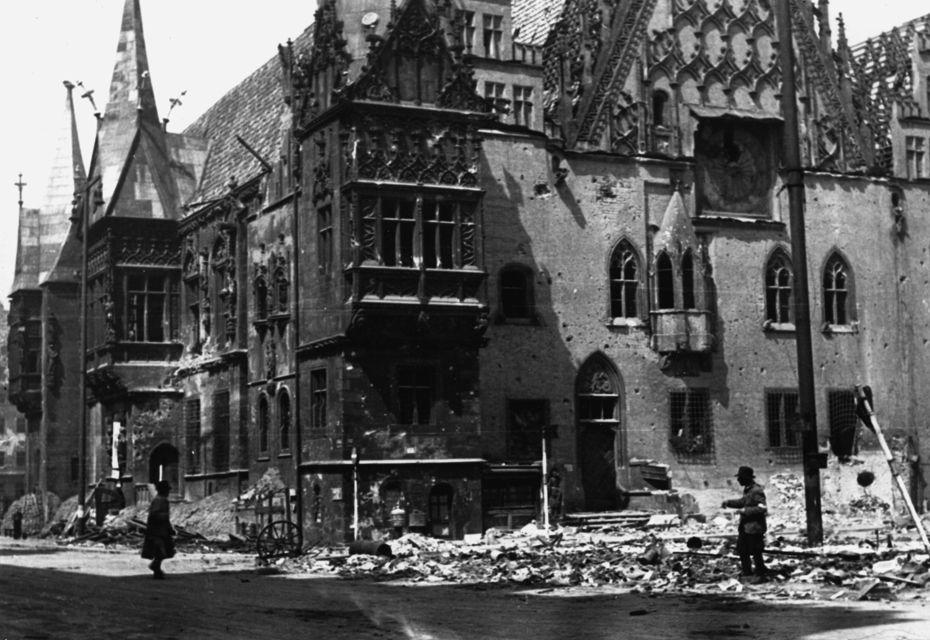
Kriegsbeschädigtes Rathaus 1945

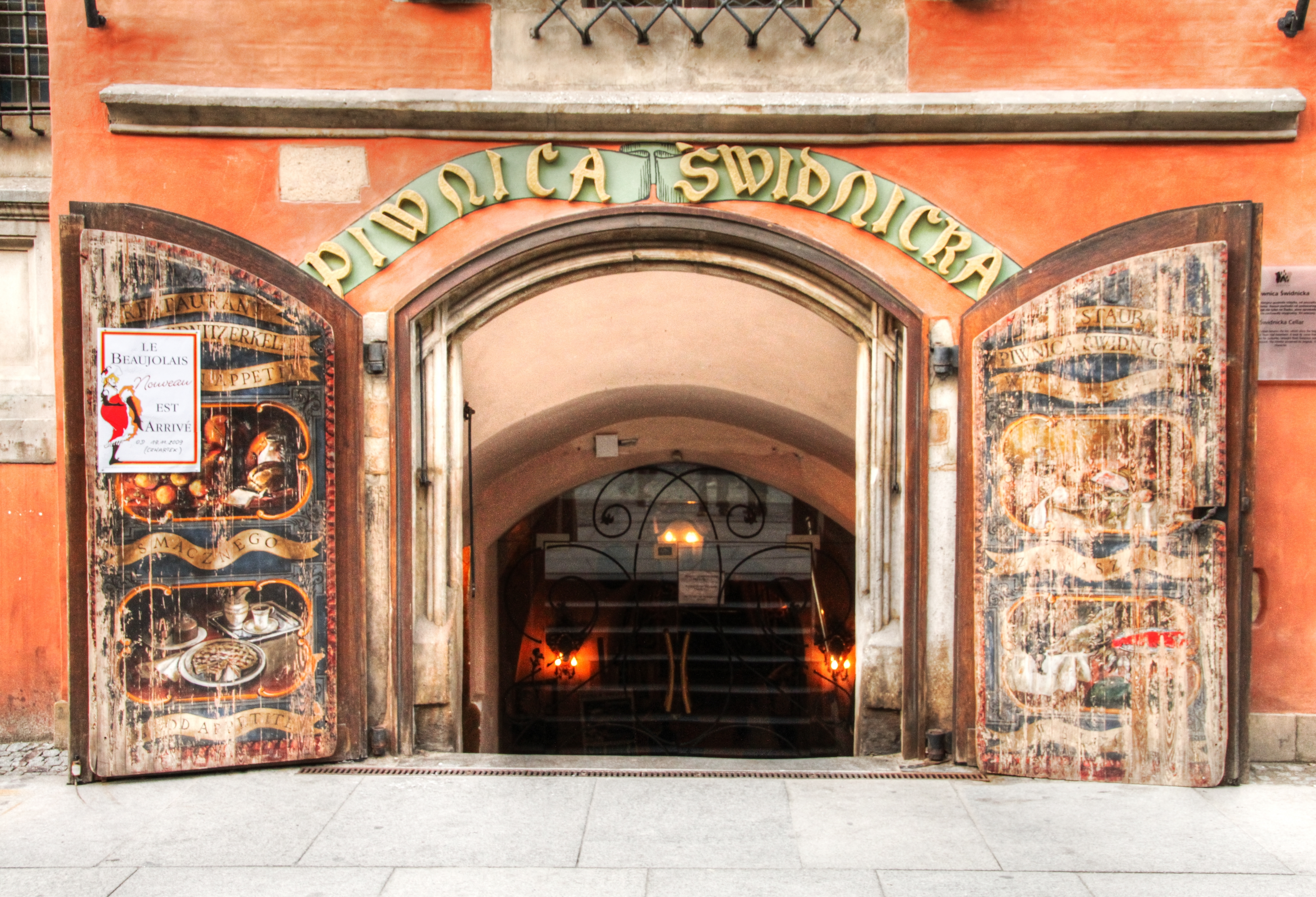
Eingang zum Schweidnitzer Keller an der Südseite des Rathauses

Zu Beginn des 19. Jahrhunderts entsprach das Gebäude nicht mehr den Anforderungen einer modernen Verwaltung. Das in die Jahre gekommene Gebäude wurde zu klein. Damit Platz für umfangreiche Umbauarbeiten geschaffen werden konnten, zog zunächst das Gericht in ein separates Gebäude um. Daraufhin wurde das Ratsgebäude ab 1808 aufwändig saniert und modernisiert. Es erhielt neuen Außenschmuck im Stil der Gotik. In den Jahren 1860 bis 1863 wurde neben dem vorhandenen Rathaus auf dem Grundstück des Leinwandhauses mit dem Neuen Rathaus eine neugotische Erweiterung nach den Entwürfen von Friedrich August Stüler gebaut. Das neue Ratsgebäude beherbergt Repräsentationsräume des Oberbürgermeisters und Tagungsräume des Stadtrates. Nach Eröffnung des neuen Hauses wurde das historische Rathaus 1865 von Carl Johann Bogislaw Lüdecke renoviert. Er ließ die nachträglich eingebauten Teilungswände entfernen und an der Nordseite ein neues Treppenhaus hinzufügen.
Zu Beginn des 20. Jahrhunderts wurde das Rathaus umgebaut, weil es seine Verwaltungsfunktion schrittweise verloren hatte; es dient seitdem als Stadtmuseum. Während des Zweiten Weltkriegs wurde das Rathaus leicht beschädigt, allerdings wies das Dach erhebliche Schäden auf. In den Jahren 1949–1953 leitete Marcin Bukowski die Restaurierung des Gebäudes. Es gilt seither als ein Wahrzeichen der Stadt Breslau. Im historischen Bauwerk befindet sich das Museum der bürgerlichen Kunst (poln. Muzeum Sztuki Mieszczańskiej). In den Kellerräumen gibt es noch immer die seit mehr als 700 Jahren (von ca. 1275) existierende Bierwirtschaft Schweidnitzer Keller.

## Architektur

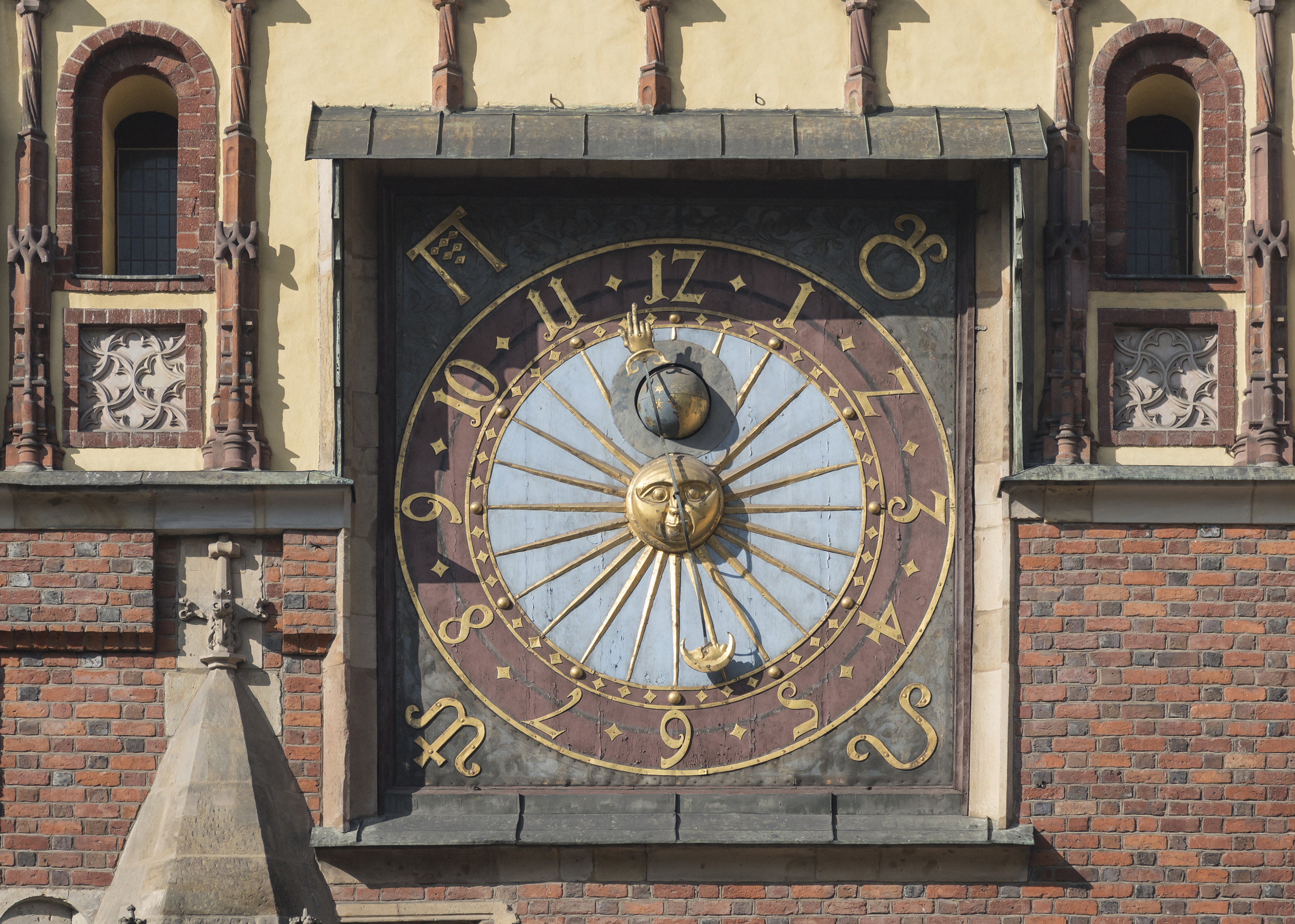
Astronomische Uhr an der Ostfassade aus dem Jahr 1580

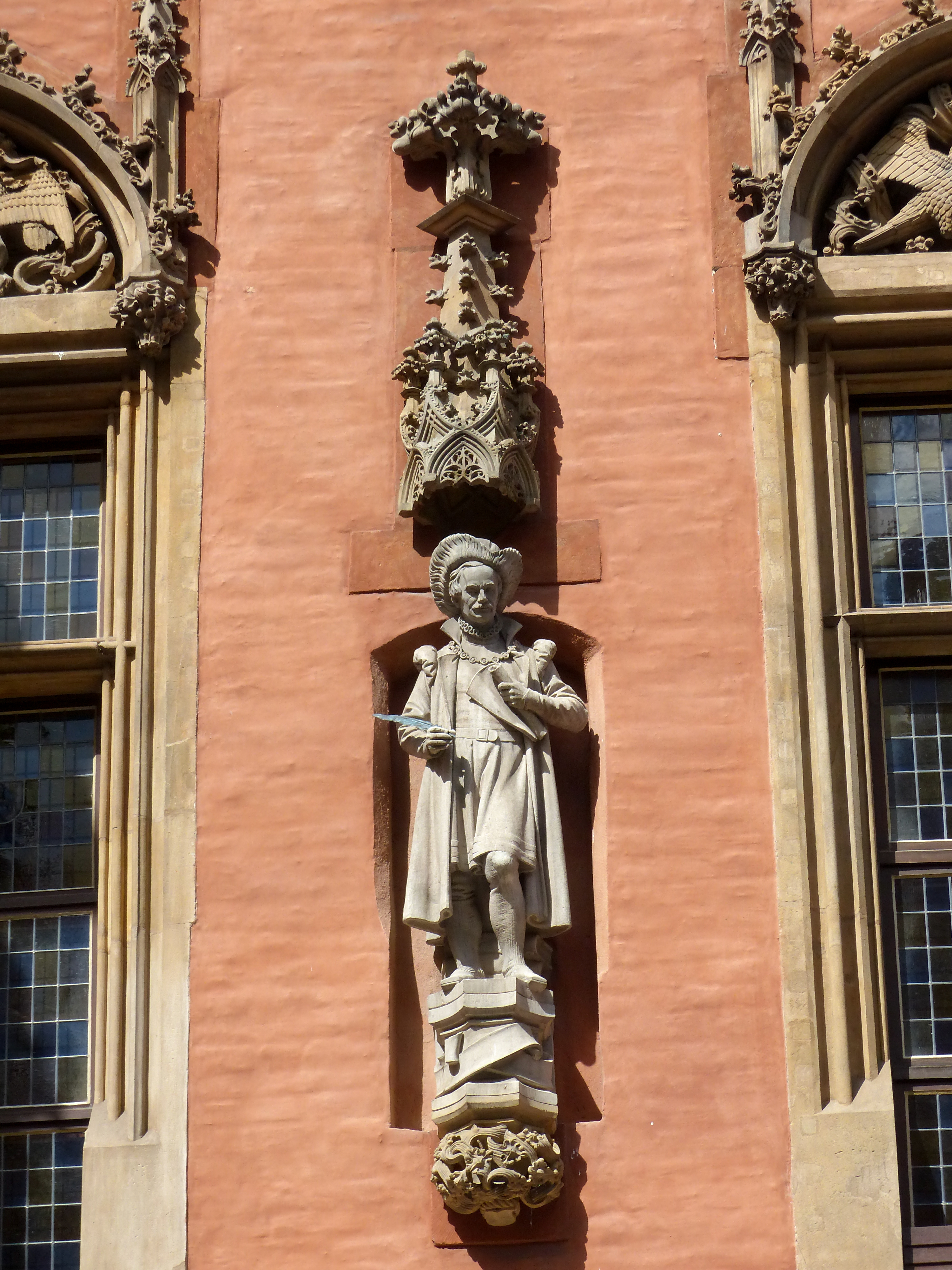
Ratsschreiber von Oskar Rassau, 1892

### Äußeres
Das Breslauer Rathaus ist eines der schönsten erhaltenen Gebäude im gotischen Stil in Polen und Europa.
Im Jahre 1362 wird erstmals die Stadtuhr des Breslauer Rathauses erwähnt. Der Kupferschmied Petzold verpflichtet sich, die große Stadtuhr lebenslang zu warten. Sie wird in einem vom Meister Swelbel und den Vertretern der Stadt Oppau 1368 abgeschlossenen Vertrag als Rathausturmuhr bezeichnet. Die in der Stadt ansässige Kupferschmiede wird erstmalig 1363 erwähnt.
Die reichverzierte Ostfassade mit einer astronomischen Uhr aus dem Jahr 1580 wird in zahlreichen Publikationen über die Stadt abgebildet. Ihr Maßwerk und ihre Fialen entstammen der Zeit um das Jahr 1500. Der Erker an der südöstlichen Ecke wurde in den Jahren 1476–1488 von Briccius Gauske aus Görlitz geschaffen. Die Südfassade mit mehreren Erkern entstammt der zweiten Hälfte des 15. Jahrhunderts. Ihre Skulpturen stellen Szenen aus dem städtischen Leben des Mittelalters dar. Der in den westlichen Teil des Gebäudes integrierte Rathausturm im Stil der Renaissance wurde in den Jahren 1588–1595 gebaut. Er ist 66 m hoch. In den Jahren 1898 bis 1892 erhielt das Rathaus weitere Figuren, die aus der Werkstatt des Bildhauers Oskar Rassau stammen, unter anderem an der Südfront den Ratsschreiber, zu dem Gustav Dickhuth, Ehrenbürger von Breslau, Modell stand.

### Innenräume

#### Bürgerhalle
Die Bürgerhalle bildet den größten Raum im Erdgeschoss des Rathauses. Dieser wurde ursprünglich als Versammlungsort für die Bürgerschaft genutzt. Nach den baulichen Erweiterungen des Rathauses im 14. Jahrhundert erhielt die Bürgerschaft einen neuen Raum, die Einrichtung im Rathaus diente nunmehr als Geschäfts- und Festraum. Der zweischiffige Raum ist mit Arkadenbögen auf Pfeilern gesäumt. Das Kreuz- und Ringgewölbe stammt aus dem Jahr 1616. 

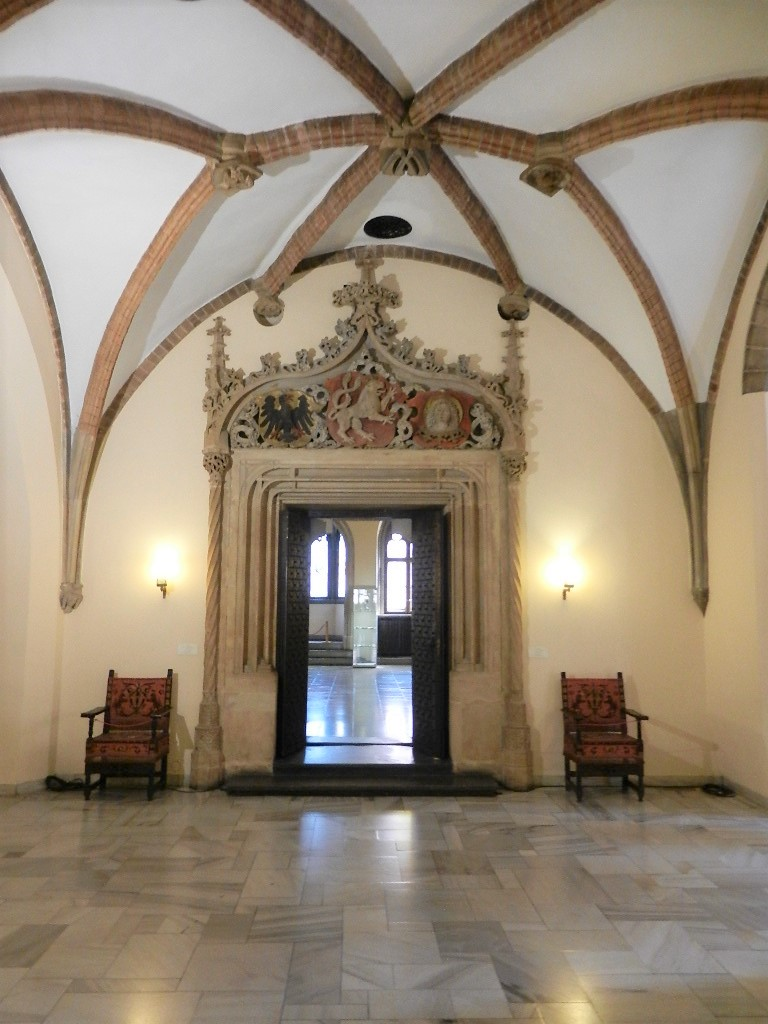
Gestäbter gotischer Eingang zum Fürstensaal

#### Fürstensaal
Der Fürstensaal entstand zwischen 1343 und 1347, knapp fünfzig Jahre später, zwischen 1450 und 1460 erhielt er ein neues Kreuzgewölbe. Der Raum wurde ursprünglich von den schlesischen Ständen genutzt, daher der Name Fürstensaal. Am 7. November 1741 huldigten die schlesischen Stände hier dem preußischen König Friedrich dem Großen.

#### Gerichtssaal
Der Gerichtssaal schließt direkt an die Bürgerhalle an. Er entstand bei der Erweiterung des Rathauses im 14. Jahrhundert. 1456 wurde die Balkendecke, getragen von einem Pfeiler mit Sterngewölbe, eingezogen.

#### Ratsstube
Die Ratsstube bildet das alte Machtzentrum in Breslau. Hier trafen sich in sechs Jahrhunderten die obersten Würdenträger der Stadt. Die Ratsstube wurde zwischen 1328 und 1333 errichtet und erhielt in der Mitte des 14. Jahrhunderts ihr gotisches Aussehen, darunter ein Kreuzgewölbe. Die einstige reiche Inneneinrichtung, wie ein großer geschnitzter Eichentisch sowie Gemälde von Michael Willmann, wurde während des Zweiten Weltkriegs ausgelagert und gilt seitdem als verschollen.
Über eine Treppe im Raum ist die Kapelle erreichbar, in der die Ratsherrn die Messe besuchten. An der Treppe sind Spuren des Aufstandes von 1418 erhalten. Damals erstürmten wütende Bürger aus Zorn vor zu hohen Steuern den Ratssaal über die Kapelle und richteten sieben Ratsherrn hin.

#### Ratsältestenstube
Die Ratsältestenstube liegt neben dem Remter und entstand um 1471. Der Raum wird von dem Sterngewölbe und 17 Gemälden von Ratsmitgliedern aus dem Jahr 1485 dominiert. Ursprünglich wurde die Stube vom Stadtkämmerer genutzt, ab der Mitte des 19. Jahrhunderts dann vom Breslauer Oberbürgermeister.

#### Remter
Der Remter, auch Ritter- oder Festsaal, ist der größte Saal des Rathauses. Diesen 650 Quadratmeter großen Raum zählen Architekten zu den schönsten und bedeutendsten gotischen Räumen in Europa. Jedes Jahr huldigte hier die Bürgerschaft dem neugewählten Rat. Weiterhin wurde der Raum oft als Veranstaltungsort, wie Theater oder Feste, genutzt. Im 18. Jahrhundert diente der Remter preußischen Soldaten als Exerzierraum. Später wurde der Raum noch mehrmals umgestaltet und erhielt sein aktuelles Aussehen (Stand 2014) in den 1930er Jahren.

#### Administrative Hierarchie in der Anordnung der Räume
Der 1679 vom Kaiser Leopold I. eingesetzte Oberamtsadvokat Georg August von Görner, für die Angelegenheiten von Ober- und Niederschlesien berufen, nahm sein Amt in der Ratsstube und in der dahinter liegenden Ratskanzlei wahr. Er konnte als vom Kaiser Beauftragter in den Gerichtssaal gehen oder dem Gericht durch ein speziell angebrachtes Gitter an der Tür ungesehen zuhören. Weiterhin hatte er als Advokat des Kaisers die Möglichkeit über eine Treppe aus der Kanzlei den darüber liegenden Schöffenraum zu betreten und die daneben befindliche Schöffenkanzlei aufzusuchen. So war durch die bauliche Anordnung der Räume die Aufsicht und Kontrolle des Kaisers aus Wien über die Entscheidungen der Breslauer Schöffen, des Stadtrats und des Gerichtes gegeben.

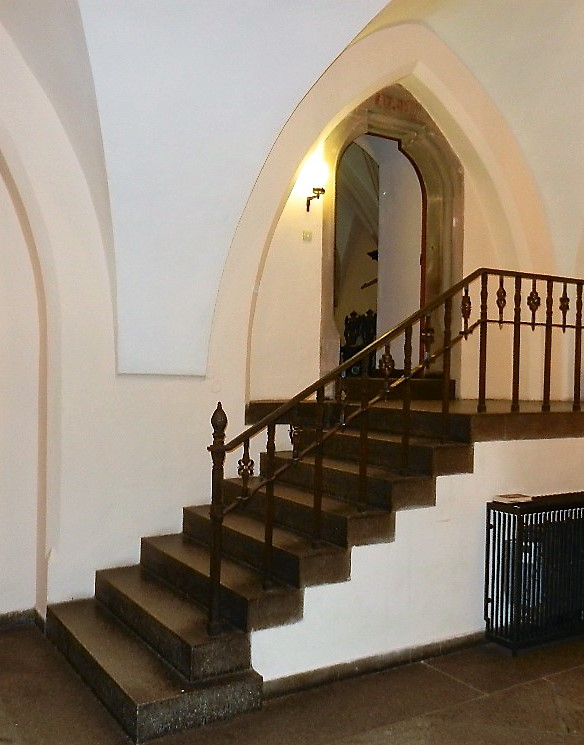
Eingangspodest zur Ratsstube in der Bürgerhalle des Rathauses
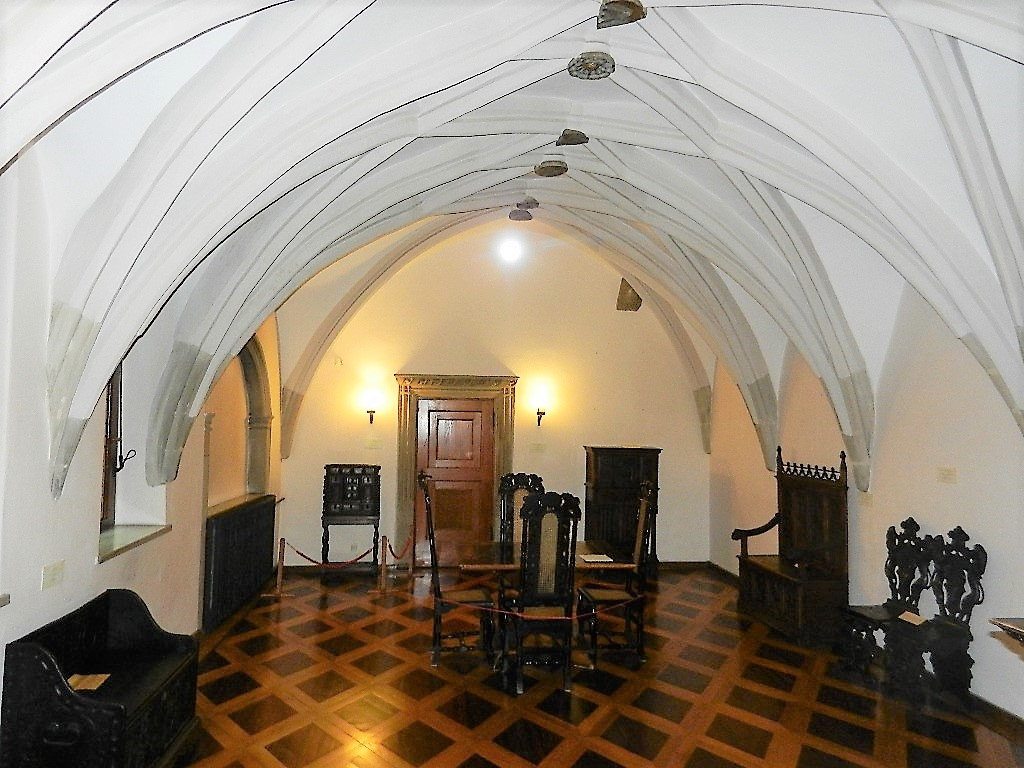
Ratsstube im Rathaus Breslau
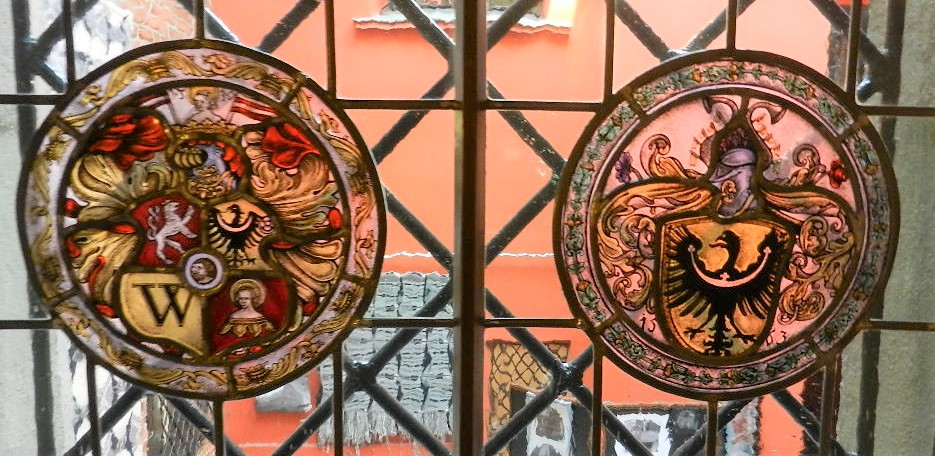
Niederschlesisches- und Stadt-Wappen in der Ratsstube
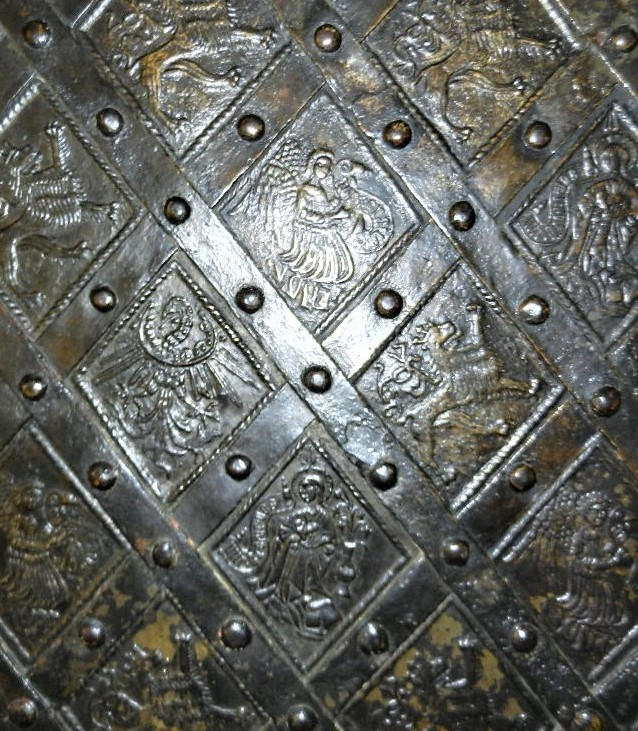
Eisentür der Ratsstube mit böhmischen Löwen als Hoheitszeichen der Herrschaft über Nieder- und Oberschlesien
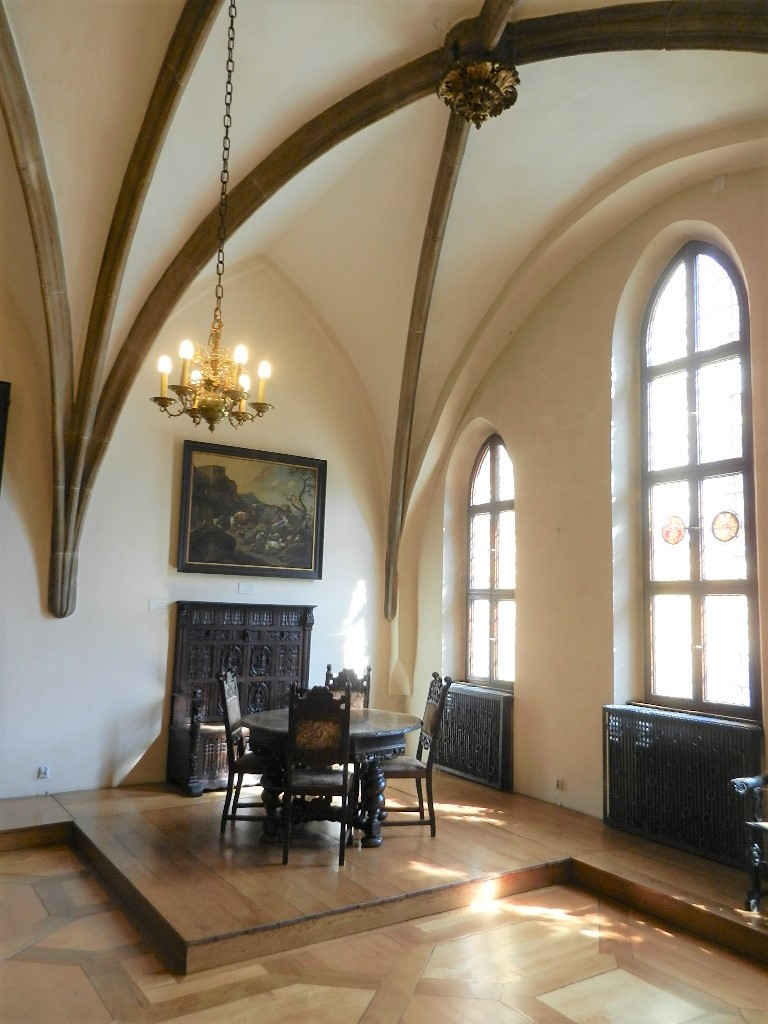
Ratskanzlei im Rathaus Breslau
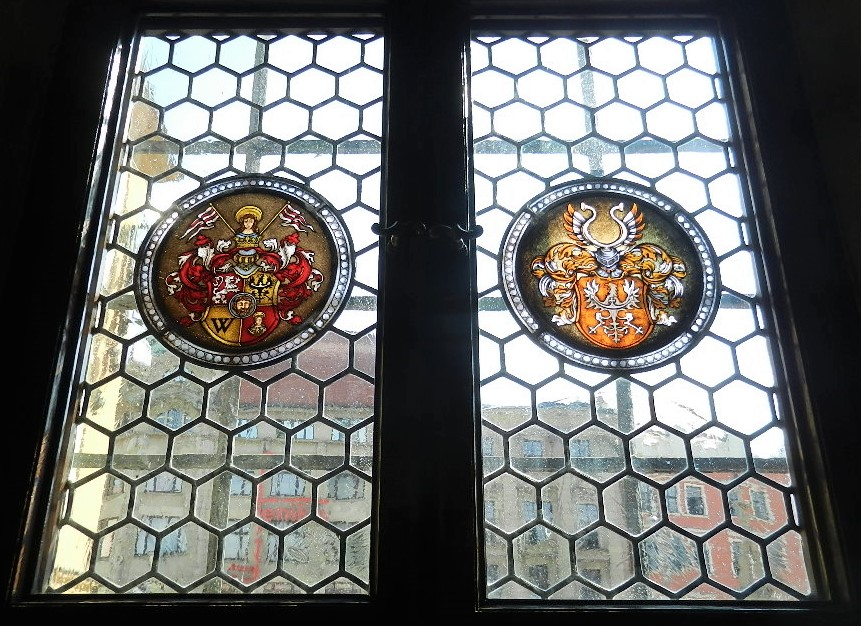
Oberschlesisches- und Stadt-Wappen in der Ratskanzlei
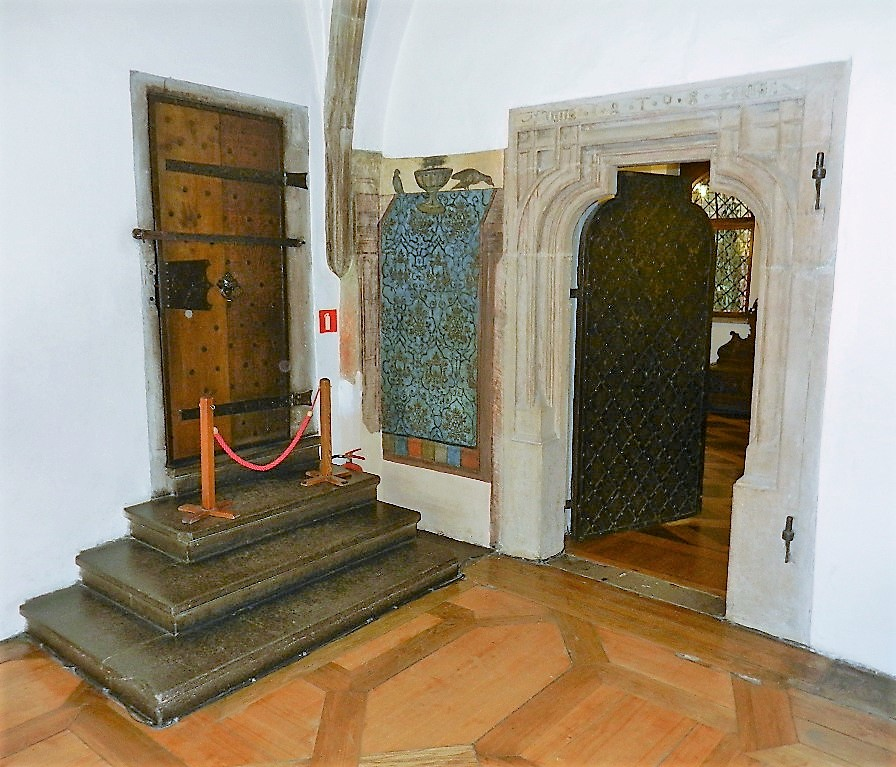
Holztür u. Treppe zur Schöffenkanzlei im Obergeschoss
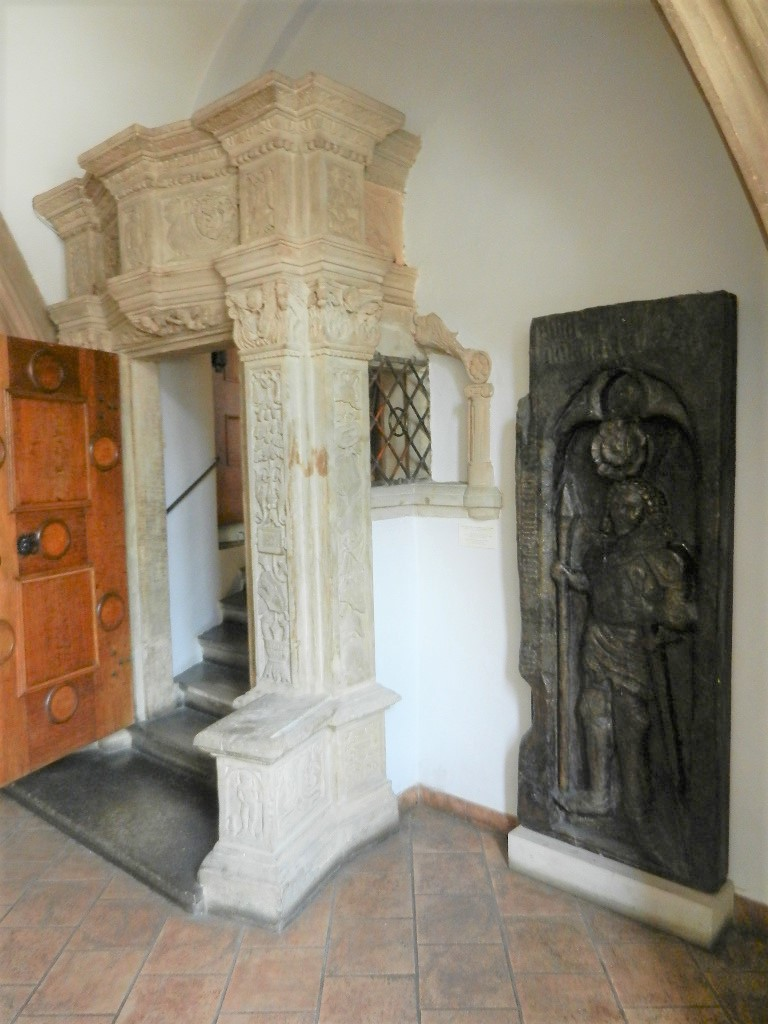
Seitliches Gitter zum Abhören des Gerichts